# M15 (САУ)
M15 (англ. M15 Multiple Gun Motor Carriage) — зенитная самоходная установка (ЗСУ) США 1940-х годов. Разработана на шасси полугусеничного автомобиля M3. Выпускалась серийно с 1943 года до конца Второй мировой войны, всего было выпущено 1652 единицы. Применялась во Второй мировой войне, а также активно использовалась в Корейской войне. Вскоре после её окончания, M15 были сняты с вооружения США и часть из них была передана другим странам. В 1944 году 100 установок были поставлены в СССР по программе Ленд-Лиза.
|          | Поступило | Списано | Наличие |
| -------- | --------- | ------- | ------- |
| 1.7.1944 | 45        |         | 45      |
| 1.1.1945 | 55        |         | 100     |
| 1.6.1945 |           | 15      | 85      |

Из 85 машин, числящихся на 1.6.1945 года, 58 были во фронтовых частях, 5 в военных округах и 22 на ремзаводах.
|          | Поступило | Списано | Наличие |
| -------- | --------- | ------- | ------- |
| 1.7.1944 | 496       |         | 496     |
| 1.1.1945 | 504       |         | 1000    |
| 1.6.1945 |           | 68      | 932     |

Из 932 машин, числящихся на 1.6.1945 года, 655 были во фронтовых частях, 103 в военных округах и 174 на ремзаводах.
Из 68 машин, списанных к 1 июня 1945 года, стоит исключить 20 установок, переданных Войску Польскому в начале 1945 года.